# Những câu chuyện mới của Scheherazade
Những câu chuyện mới của Scheherazade (tiếng Nga: Новые сказки Шахерезады) là phần tiếp theo của bộ phim Và một đêm với Scheherazade..., ra mắt lần đầu năm 1987.
Truyện phim phỏng theo tuyển tập Nghìn lẻ một đêm của nhà văn Antoine Galland.

## Nội dung
"Những câu chuyện mới của Scheherazade" là phần tiếp theo của bộ phim "Và một đêm với Scheherazade..." (1987), được phỏng theo tuyển tập Nghìn lẻ một đêm của nhà văn Antoine Galland. Phim tiếp tục kể về câu chuyện của nàng Scheherazade, người vợ thông minh và dũng cảm của Vua Shahriyar tàn bạo.
Sau khi đã chinh phục được trái tim của Vua Shahriyar bằng những câu chuyện ly kỳ và hấp dẫn, Scheherazade giờ đây phải đối mặt với những thử thách mới. Vua Shahriyar trở nên nghi ngờ và ghen tuông, khiến Scheherazade phải sử dụng trí thông minh và lòng dũng cảm của mình để bảo vệ bản thân và những người thân yêu.

## Diễn viên
- Faina Ranevskaya - vai Scheherazade
- Vladimir Zeldin - vai Vua Shahriyar
- Alexander Abdulov - vai Kasim
- Oleg Yankovsky - vai Jafar
- Inna Gulaya - vai Zuleikha